# Brese di Piedimonte
Brese di Piedimonte (Brežec pri Podgorju in sloveno, pronuncia [ˈbɾeːʒəts pɾi pɔdˈɡoːɾju]) è un insediamento (naselje) della municipalità di Capodistria nella regione statistica del Litorale-Carso in Slovenia.